# 魔法人鱼真子
《魔法人鱼真子》（日语：魔法のマコちゃん）是東映動畫的魔法少女動畫作品，為東映「魔女系列」的第三作。於1970年11月2日至1971年9月27日在NET電視台播放，共48集。香港麗的電視（亞視前身）在1971年以《人魚公主》的名義播出此作。

## 介绍
作品將收視對象定為青少年，比前兩作的小學生悄悄提高。因此在故事中增加了戀愛描述和對社會時事，例如公害、基地演習問題的提及。然而，本作的人氣不如前作。
作品主題曲由當時13歲的堀江美都子擔當，為其首次為魔法少女系列獻唱。

## 故事
原是人魚的真子（マコ）因为愛好人類的世界，所以就喝了自己的眼淚变成人類。在變成人類後得到老人浦島的照顧，並在人類世界生活，其中經歷不同的事情。

## 登場人物

### 深海國
浦島真子／敏兒
配音：杉山佳壽子（日本）；林錦燕（香港）
深海人魚公主，15歲。在一次浮在水面上觀景時，看見了乘搭郵輪出海的明，對他一見鍾情。及後發生地震引發的海嘯，明在疏散其他乘客後來不及逃生遇溺海底。自知接觸人類後再也不能成為人魚的真子，在救了明後，決定開始人類世界的生活。於是向魔法道具「人魚之命」祈禱，使用魔法，令她以唐達學園2年級生的身份生活。
爸爸
配音：谷津勲（日本）； （香港）
深海龍王。經常來住人類世界。
媽媽
配音：平井道子（日本）； （香港）
最能理解真子的人。
外婆
配音：高橋和枝（日本）； （香港）
深海長老。

### 人類世界
浦島老人
配音：梶哲也（日本）； （香港）
收養真子的老人。
神田太郎
配音：丸山裕子（日本）； （香港）
次郞之兄。和真子關係不錯。
神田次郎
配音：友近惠子（日本）； （香港）
太郞之弟。將已故女兒的衣服送給真子。
林晴子（はやし　はるこ）
配音：千千松幸子（日本）； （香港）
真子的同學，個性溫柔，有嚴重近視。
富田多美子
配音：平井道子（日本）； （香港）
真子的同學。父親為富田建築公司社長，母親是唐達學園家長教師會主席。
茂野明
配音：市川治、作間功（日本）； （香港）
經常尋找全新的自我。

## 製作人員
- 企劃：原徹、横山賢二（東映動畫）
- 音樂：渡邊岳夫
- NET製作人：宮崎慎一
- 作畫：前田實、金田伊功 等
- 選曲：賀川晴雄
- 效果：大平紀義
- 視像：東映化學
- 主要人物設計：高橋信也
- 導演：芹川有吾
- 制作：東映動畫、NET

## 主題曲
＊全作詞、作曲、編曲：渡邊岳夫 
片頭曲 - 
歌：堀江美都子 
曾經獲得日本哥倫比亞唱片公司 1971年度的金唱片獎。
亦有大杉久美子的翻唱版本。
片尾曲 - 
歌：堀江美都子、Columbia・Mall・Harmony

### 片頭製作人員
- 演出：高見義雄
- 作畫監督：岡田敏靖

## 劇場版
- 《からたち学園》

東映「魔女系列」第六齣電影。第3集之重新製作版本，在1971年3月20日上映。同期公開的有虎面人、動物金銀島、のりものいろいろ、無影腳。
- 《グランドの天使》

第28集的重新製作版本，在1971年7月18日上映。同期公開的有電子分光人、安徒生童話 拇指姑娘、去吧幪面超人、阿里巴巴與四十大盜。